# Béatrice Epaye

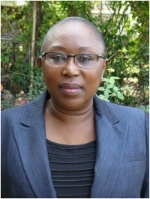
Béatrice Epaye (2015)

Emilie Béatrice Epaye, meist Béatrice Epaye, (* 1956 in Französisch-Äquatorialafrika) ist eine zentralafrikanische Politikerin, Lehrerin und Menschenrechtsaktivistin. Sie diente dem Land bereits als Ministerin sowie als Abgeordnete in der Nationalversammlung.

## Leben
Béatrice Epaye wurde um 1956 in der damaligen französischen Kolonie Französisch-Äquatorialafrika geboren. Nach ihrer Schulausbildung absolvierte Epaye eine Ausbildung zur Lehrerin. Statt jedoch als Lehrerin zu arbeiten, gründete sie gemeinsam mit Verwandten ein kleines Transportunternehmen, das sie leitete.
2000 verstarb die ehemalige Gattin des Präsidenten Ange-Félix Patassé, Lucienne Patassé. Patassé hatte 1994 die Stiftung La Fondation la Voix du cœur gegründet, die sich vor allem um Straßenkinder in Bangui kümmerte. Epaye übernahm daraufhin die Leitung der Stiftung und leitet diese bis heute.

### Politische Karriere
2003 stürzte General François Bozizé den damaligen Präsidenten Patassé in einem Militärputsch, nachträglich abgehaltene Wahlen bestätigten Bozizé im Präsidentenamt. Bozizé richtete unter anderem einen politisch breit aufgestellten Übergangsrat ein und beauftragte diesen eine neue Verfassung zu entwerfen. Epaye wurde zur Vorsitzenden des Ausschusses für auswärtige Angelegenheiten der Nationalversammlung sowie zum Mitglied des von Bozizé eingerichteten Übergangsrates ernannt. 2005 wechselte sie in die Regierung Bozizés, dort übernahm sie das Ressort für Handel, Industrie sowie kleine und mittelständische Unternehmen. Sie leitete das Ressort bis 2011.
Neben ihrer politischen Aufgaben unter Bozizé vertrat Epaye die Zentralafrikanische Republik auch in internationalen Organisationen. Von 2003 bis 2005 war Epaye Mitglied der interparlamentarischen Kommission der Zentralafrikanischen Wirtschaftsgemeinschaft (CEMAC). Sie leitete zudem zeitweilig (ab 2008) die Organisation Africaine de la Propriété Intellectuelle (OAPI) und leitete die erste afrikanische Konferenz zu geistigem Eigentum in Dakar. Während ihrer Zeit als Ministerin vertrat sie die Zentralafrikanische Republik auch im Ministerrat der Zentralafrikanischen Gemeinschaft.
Nach dem Sturz Bozizés durch die muslimische Rebellengruppe Séléka und dem anschließenden Bürgerkrieg, ernannte sich der Führer der Séléka, Michel Djotodia, selbst zum Präsidenten. Nachdem dieser auf Druck des UN-Sicherheitsrates, der Afrikanischen Union sowie der französischen Regierung zurücktrat, wurde eine Übergangsregierung ernannt, deren Mitglied Epaye war.

### Auszeichnungen
2010 erhielt Epaye für ihre Verdienste um die Zentralafrikanische Wirtschaftsgemeinschaft die Ehrenwürde der Großoffizierin („Medal of Grand Officer“) des Ehrenordens der Zentralafrikanischen Wirtschaftsgemeinschaft.
2015 zeichnete das US-Außenministerium Epaye mit dem International Women of Courage Award aus. Epaye wurde die Auszeichnung in Washington überreicht.